# Chuck Person
Chuck Connors Person (ur. 27 czerwca 1964 w Brantley) – amerykański koszykarz, występujący na pozycji niskiego skrzydłowego, debiutant roku NBA, po zakończeniu kariery zawodniczej trener koszykarski.
Jego młodszy brat Wesley Person również występował na parkietach NBA (1994-2005).

## Osiągnięcia

### NCAA
- Mistrz turnieju SEC (1985)[2]
- MVP turnieju SEC (1985)[2]
- 2-krotnie wybierany do All-American (1985–1986)[2]
- 3-krotnie zaliczany do I składu SEC[2]
- Wybrany do srebrnego składu najlepszych graczy w historii konferencji SEC – ESPN's SEC Silver Anniversary Team[2]
- Uczelnia zastrzegła należący do niego numer 45[2]

### NBA
- Debiutant roku NBA (1987)[3]
- Wybrany do I składu debiutantów NBA (1987)[4]
- 2-krotny debiutant miesiąca NBA (listopad 1986, luty 1987)[5]

### Reprezentacja
- Wicemistrz uniwersjady (1985)[6]
- Atleta Roku – USA Basketball Male Athlete of the Year (1985)[7]
- Uczestnik turnieju – 1985 World Club Championship For Men

### Trenerskie
- Mistrz NBA (2010 – jako asystent trenera)[8]